# مارسلینو مارتینز
مارسلینو مارتینز (انگلیسی: Marcelino Martínez؛ زادهٔ ۲۹ آوریل ۱۹۴۰) یک بازیکن فوتبال اهل اسپانیا است.
از باشگاه‌هایی که در آن بازی کرده‌است می‌توان به باشگاه فوتبال رئال ساراگوسا اشاره کرد.
وی در یورو۱۹۶۴ در شرایطی که در بازی فینال، با تیم ملی فوتبال اتحاد جماهیر شوروی کارشان ۱_۱ دنبال می‌شد، در دقیقهٔ ۸۴ توپ را به گل تبدیل کرد تا اسپانیا برای اولین بار در تاریخ فاتح اروپا بشود.